# Human Longevity Inc.
Human Longevity Inc. är en San Diego-baserat företag som lanserades av Craig Venter och Peter Diamandis 2013. Dess mål är att bygga världens mest omfattande databas för mänskliga genotyper och fenotyper samt bidra till att utveckla nya sätt att bekämpa sjukdomar i samband med åldrande, med hjälp av maskininlärning. Företaget har fått 70 miljoner $ i investeringar.